# Île Governors
Ne doit pas être confondu avec Governors Island.
L'île Governors est une île du Canada dans le détroit de Northumberland, au sud de l'Île-du-Prince-Édouard.

## Géographie
De forme pratiquement triangulaire, elle a été utilisée dans le passé pour la pêche aux homards et en pâturage pour les moutons et les bovins. 
Propriété privée, entrée dans le NCC, il y existe une petite piste d'atterrissage construite dans les années 1960, aujourd'hui à l'abandon. 

## Histoire
Le premier gouverneur de l'île-du-Prince-Édouard, Walter Patterson, y a installé sa maîtresse, Susanna Torriano, en 1774, d'où le nom attribué à l'île. 